# Битка код Багије
Битка код Багије вођена је 1163. године између крсташке и муслиманске војске. Део је крсташких ратова, а завршена је крсташком победом.

## Битка
У крсташкој војсци учествовала су и два велика француска барона – Иго VIII Лизињан и Жофри Мартел. Крсташка војска је однела одлучну победу над Нур ад Диновим трупама. У бици је учествовао и један византијски одред Константина Коломана. Победа код Багије уверила је краља Амалрика да је север Сирије ван опасности од муслиманског напада што му је дало слободу да организује поход на Египат.